# Juan Manuel Arza
Juan Manuel Arza Muñuzuri (Estella, Navarra, 17 de octubre de 1932-ibidem, 15 de marzo de 2019) fue un abogado y político español, presidente de la Diputación Foral de Navarra entre 1980 y 1984.

## Trayectoria política
Fue concejal de Estella en 1973 y alcalde en 1974. En las elecciones al Parlamento Foral del 3 de abril de 1979 fue elegido diputado foral por la Merindad de Estella al encabezar la lista de Unión de Centro Democrático, la más votada en su circunscripción. Le correspondió el cargo de vicepresidente, por edad, al constituirse la Diputación.
Pasó a desempeñar interinamente la presidencia de la Diputación al aprobarse la destitución como presidente de Jaime Ignacio del Burgo. Ocupó la presidencia en funciones de la Diputación Foral desde abril de 1980, y en septiembre fue confirmado en el cargo como candidato propuesto por UCD.
Durante su mandato presidió, por parte de Navarra, la comisión que negoció con el Estado, entre 1980 y 1982, el Pacto de Amejoramiento y Reintegración del Régimen Foral de Navarra, aprobado por Ley Orgánica de 16 de agosto de 1982, y que supuso, entre otras cosas, la conversión de la Diputación Foral de Navarra en el Gobierno de Navarra.
En enero de 1984, tras la restitución de Jaime Ignacio del Burgo en la presidencia de la Diputación, volvió a su anterior condición.